# 上韋爾茨紹伯峰

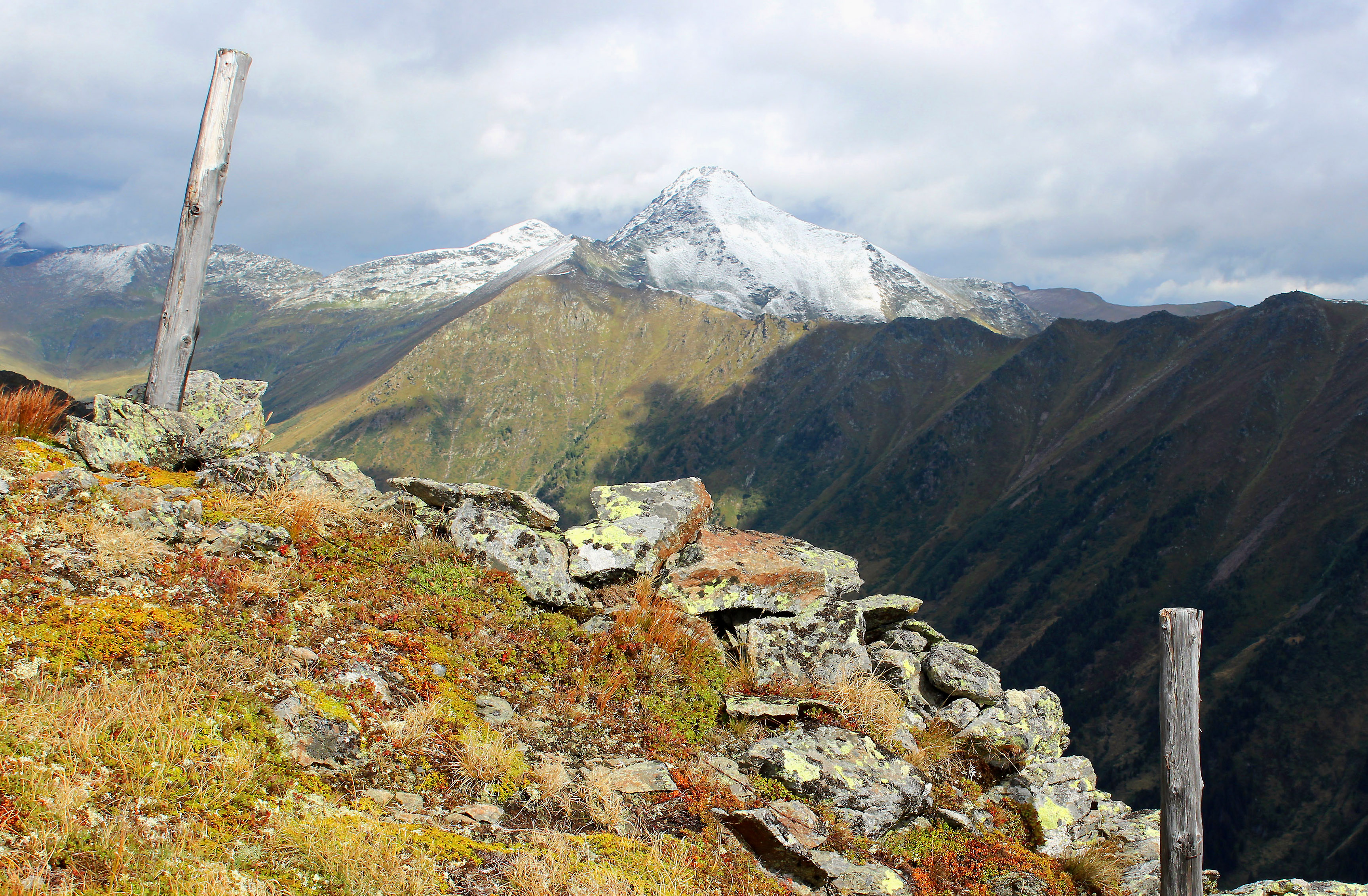

47°17′22″N 14°9′38″E / 47.28944°N 14.16056°E
上韋爾茨紹伯峰（德語：Oberwölzer Schoberspitze），是奧地利的山峰，位於該國東南部，由施泰爾馬克州負責管轄，屬於羅滕曼及韋爾茨陶恩山脈的一部分，距離雷特爾基希峰3.8公里，海拔高度2,423米。